# Hypsurus caryi

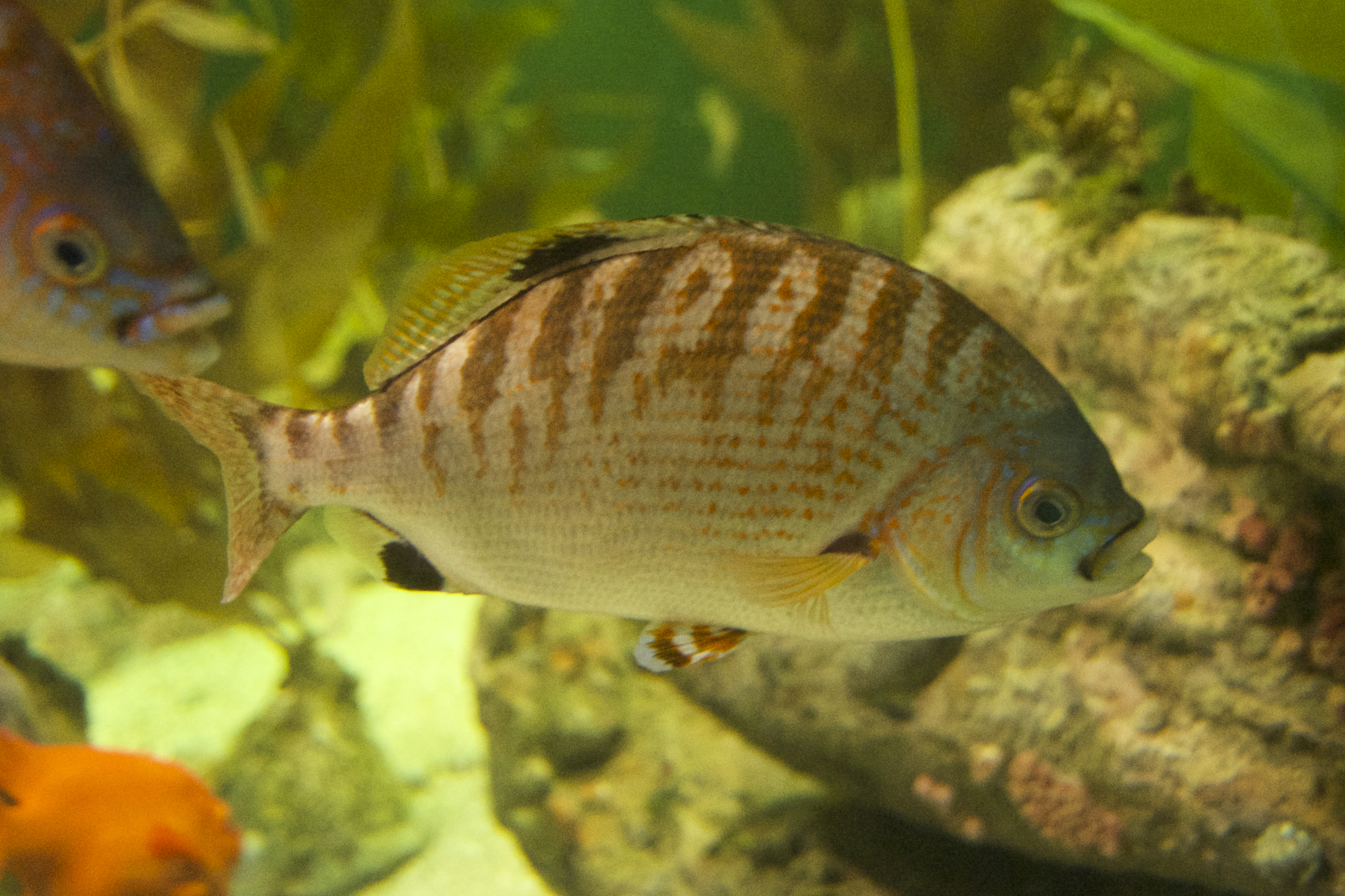
Hypsurus caryi in acquario

Hypsurus caryi (Agassiz, 1853) è un pesce osseo marino appartenente alla famiglia Embiotocidae diffuso nel Pacifico nord-orientale. È l'unica specie nel genere Hypsurus Agassiz, 1861.

## Distribuzione e habitat
Ha un areale piuttosto ristretto: ne è nota la presenza solo lungo le coste del nord della Baja California e della California fino a Capo Mendocino. Vive fino a 50 m di profondità, in genere su fondali rocciosi e talvolta nelle pozze di marea o nei dintorni delle foreste di kelp.

## Descrizione
Presenta un corpo compresso lateralmente, ellittico, la cui lunghezza massima registrata è di 30 cm. La colorazione è bruna-grigiastra con fasce brunastre verticali sul dorso e numerose striature rosse e azzurre lungo il corpo. Sulla parte molle della pinna dorsale e della pinna anale sono presenti delle macchie nere.

## Biologia

### Alimentazione
Si nutre di invertebrati bentonici, tra cui crostacei (in particolare anfipodi), echinodermi, policheti e molluschi bivalvi.

### Riproduzione
Come le altre specie della sua famiglia, H. caryi è viviparo.